# Slottet Rosenau

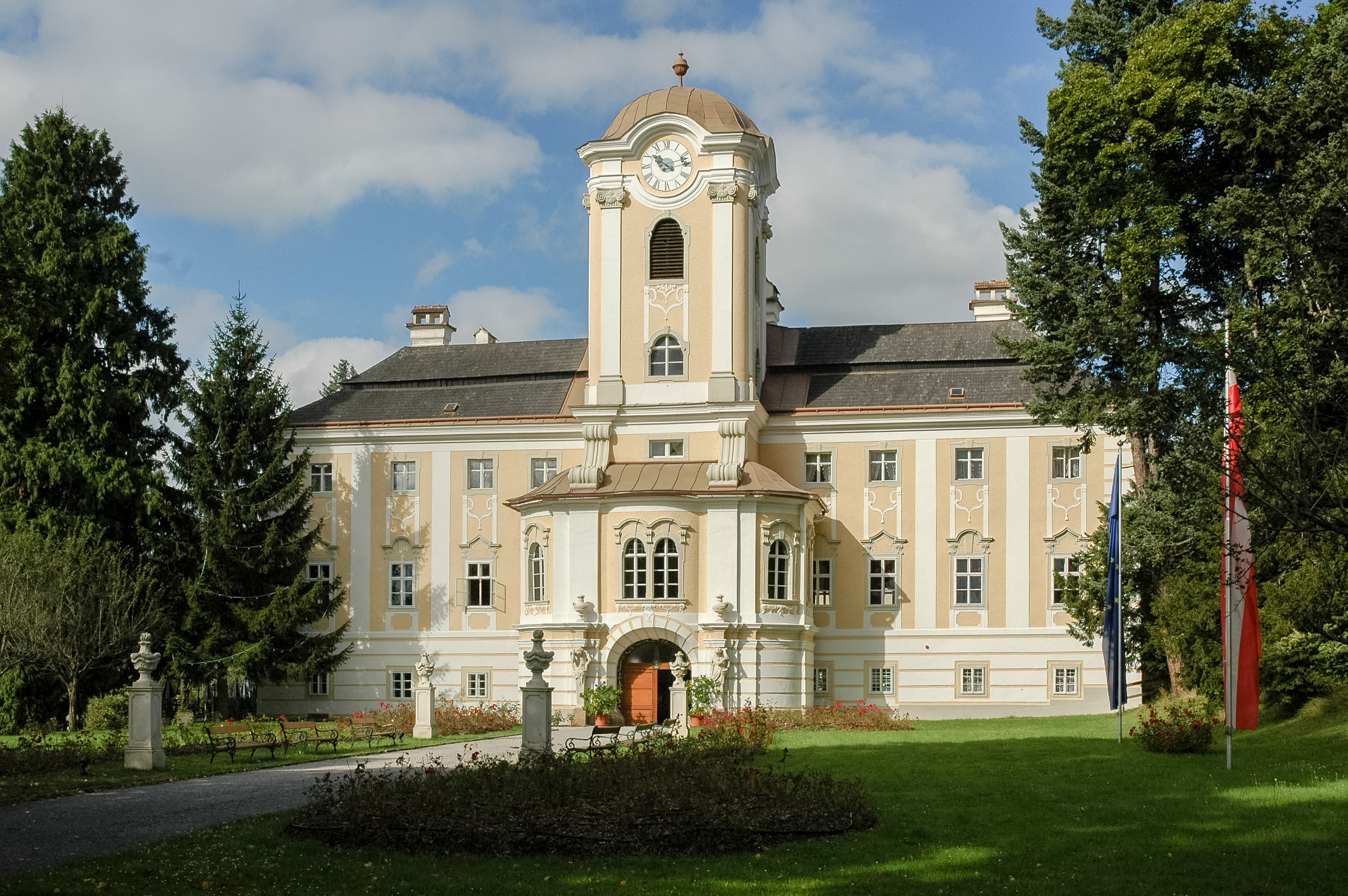
Slottet Rosenau

Slottet Rosenau är ett slott i orten Rosenau väster om Zwettl i det österrikiska förbundslandet Niederösterreich. Slottet är belägen i stadens centrum. 
1593 byggdes en befintlig gård i Rosenau om och ut till ett renässansslott av herrarna av Greiß. 1720 köptes slottet av greve Christoph av Schallenberg. Han lät bygga om slottet i barock stil efter ritningar av Josef Munggenast. Han inrättade även en frimurareloge i slottet. 
Efter 1803 bytte slottet ägare flera gånger. 1964 såldes slottet till förbundslandet Niederösterreich. Efter omfattande renoveringar och ombyggnad till slottshotell öppnade slottet sin verksamhet 1974. Under renoveringsarbetena upptäckte man den bortglömda frimurarelogen. Delstatsregeringen lyckades med att övertyga de österrikiska frimurarna att inrätta ett museum där och 1975 öppnade det österrikiska frimuraremuseet sina portar.